# Польська кирилиця

Юси великий, малий та йотовані — слов'янські літери, що позначають звуки, які зберегли тільки польська та кашубська мови

Пóльська кири́лиця (цырылица) — спільна назва проєктів кириличної абетки для польської мови. Зазвичай для запису текстів польською використовують лише латиницю.
Через той факт, що польська мова є слов'янською, неодноразово відбувались спроби застосувати до неї кирилицю, яка історично розроблена з урахуванням особливостей слов'янських мов та вживається серед деяких слов'янських народів. Так, в українській, білоруській, болгарській, македонській, російській мовах використовується кирилиця (всього 5 мов), тоді як в польській, чеській, словацькій, словенській, хорватській, кашубській, верхньо- і нижньолужицьких мовах (всього 8 мов) використовується латиниця, а сербська та чорногорська мова використовують обидва а
Існує багато варіантів кирилиці для польської мови як сучасних, так і історичних. Російський цар Микола I у середині XIX сторіччя, під час хвилі русифікації у Польському царстві, мав намір кирилізувати польську мову, але зазнав невдачі у впровадженні своєї нової орфографії. Ось приклад тексту на варіанті кирилиці того часу:

Поврóтъ Таты, пр̌езъ А. Мицкевича

Пóйдзьце о дзятки, пóйдзьце вшистке разэм

За място, подъ слупъ на взгóрэкъ,

Тамъ пр̌едъ цудовнымъ клęкнийце образэмъ,

Побожне змóвце пацёрэкъ.

Тато не враца ранки и вечоры

Вэ Лзах го чекамъ и трводзэ;

Розлялы р̌еки, пэлнэ звер̌а боры,

И пэлно збóйцóвъ на дродзэ;-

Слышąцъ то дзятки бегнą вшистке разэмъ

За място подъ слупъ на взгóрэкъ,

Тамъ пр̌едъ цудовнымъ клęкая̨ образемъ,

И зачиная̨ пацёрэкъ.

Цалуя̨ земę, потэмъ въ Имę Ойца,

Сына и Духа свęтэго,

Бąдзь похвалёна пр̌енайсьвęтша Трóйца

Тэразъ и часу вшелькего.
Оригінальний текст (пол.)
«Pójdźcie, o dziatki, pójdźcie wszystkie razem

Za miasto, pod słup na wzgórek,

Tam przed cudownym klęknijcie obrazem,

Pobożnie zmówcie paciórek.

Tato nie wraca; ranki i wieczory

We łzach go czekam i trwodze;

Rozlały rzeki, pełne zwierza bory

I pełno zbójców na drodze».

Słysząc to dziatki biegą wszystkie razem,

Za miasto, pod słup na wzgórek,

Tam przed cudownym klękają obrazem

I zaczynają paciórek.

Całują ziemię, potem: «W imię Ojca,

Syna i Ducha świętego,

Bądź pochwalona, przenajświętsza Trójca,

Teraz i czasu wszelkiego»...

Особливості цієї орфографії:
- Використовується літера р̌ замість польського rz;
- Традиційний дореформений твердий знак (ъ) на кінці багатьох слів;
- Польське ó залишається незмінним;
- Зберігається польський „хвостик“ (ogonek), який тепер додається до літер кирилиці;
- Для польських ć та dź використовуються ць та дзь, які присутні в сучасній білоруській мові.

### Юсовиця
Абетка, що використовує староцерковнослов'янські „юси“ для передавання польських носових голосних, називається цырылица пољска чи просто юсовица. У цьому варіанті польської кирилиці 46 літер.
| ЮСОВИЦА чыли цырылица пољска          | ЮСОВИЦА чыли цырылица пољска          | ЮСОВИЦА чыли цырылица пољска          |
| пол. JUSOWICA – czyli cyrylica polska | пол. JUSOWICA – czyli cyrylica polska | пол. JUSOWICA – czyli cyrylica polska |
| Кирилиця                              | Кирилиця                              | Чинний правопис                       |
| ------------------------------------- | ------------------------------------- | ------------------------------------- |
| А                                     | а                                     | a                                     |
| Б                                     | б                                     | b                                     |
| В                                     | в                                     | w                                     |
| Г                                     | г                                     | g                                     |
| Д                                     | д                                     | d                                     |
| Ѕ                                     | s                                     | dz                                    |
| Ђ                                     | ђ                                     | dź, dzi                               |
| Е                                     | е                                     | je, ie                                |
| Ё                                     | ё                                     | jo, io                                |
| Ж                                     | ж                                     | ż                                     |
| З                                     | з                                     | z                                     |
| Һ                                     | һ                                     | h                                     |
| И                                     | и                                     | i                                     |
| Й                                     | й                                     | j                                     |
| К                                     | к                                     | k                                     |
| Л                                     | л                                     | ł                                     |
| Љ                                     | љ                                     | l                                     |
| М                                     | м                                     | m                                     |
| Н                                     | н                                     | n                                     |
| Њ                                     | њ                                     | ń                                     |
| О                                     | о                                     | o                                     |
| П                                     | п                                     | p                                     |
| Р                                     | р                                     | r                                     |
| Р̈                                     | р̈                                     | rz                                    |
| С                                     | с                                     | s                                     |
| Т                                     | т                                     | t                                     |
| Ћ                                     | ћ                                     | ć, ci                                 |
| У                                     | у                                     | u                                     |
| Ф                                     | ф                                     | f                                     |
| Х                                     | х                                     | ch                                    |
| Ѡ                                     | ѡ                                     | ó                                     |
| Ц                                     | ц                                     | c                                     |
| Ч                                     | ч                                     | cz                                    |
| Џ                                     | џ                                     | dż                                    |
| Ш                                     | ш                                     | sz                                    |
| Щ                                     | щ                                     | szcz                                  |
| Ъ                                     | ъ                                     |                                       |
| Ы                                     | ы                                     | y                                     |
| Ь                                     | ь                                     |                                       |
| Э                                     | э                                     | e                                     |
| Ю                                     | ю                                     | ju, iu                                |
| Я                                     | я                                     | ja, ia                                |
| Ѧ                                     | ѧ                                     | ę                                     |
| Ѫ                                     | ѫ                                     | ą                                     |
| Ѩ                                     | ѩ                                     | ję, ię                                |
| Ѭ                                     | ѭ                                     | ją, ią                                |

Приклади використання твердого знака (ъ): съинус, лъикэнд.
Приклади використання м'якого знака (ь):
| Кирилиця | Кирилиця | Чинний правопис | Примітки      |
| -------- | -------- | --------------- | ------------- |
| Сь       | сь       | ś               |               |
| Щь       | щь       | ść              |               |
| Дь       | дь       | dź              | замість ђ     |
| Ль       | ль       | l               | замість љ     |
| Нь       | нь       | ń               | замість њ     |
| Ць       | ць       | ć               | замість ћ     |
| Ть       | ть       | ć               | замість ћ, ць |

### Сучасний варіант кирилиці
Найбільшою проблемою пов'язаною з перекладом польської на кириличну писемність є звуки, які вже не існують в інших слов'янських мовах: носові голосні ą та ę. У XIX сторіччі росіяни просто перенесли знак огонек на кирилицю, що створило 4 нові літери, яких до того часу не існувало: а̨, э̨, я̨ і е̨ (останні дві позначають ją і ję, відповідно). Проте церковнослов'янська писемність вже мала 4 відповідні старовинні букви для цих звуків: ѫ, ѧ, ѭ і ѩ. На відродженні використання цих літер засновується „Юсовица“ (назва пішла від букв Юси), що всього налічує 37 букв:
А Б В Г Д Е Ë Ж З И Й К Л М Н О П Р С Т У Ф Х Ц Ч Ш Щ Ъ Ы Ь Э Ю Я Ѧ Ѫ Ѩ Ѭ
У цьому варіанті кириличної орфографії не впроваджується еквівалент латинської літери ó, чиє звучання на сьогоднішній момент збіглося зі звуком У (U). ć та dź пишуться у кирилиці як ць та дзь, за аналогією з білоруською мовою, чи ть та дь, що вірніше з етимологічних міркувань. З тих же міркувань rz, що вимовляється як ż, не перетворюється на кириличне Ж, а позначається як рь. Пари літер е/э та и/ы використовуються на російський лад.

## Польська література кирилицею
Перелік підручників польською мовою, надрукованих кирилицею в період 1865—1869 рр.
1. Сільська хрестоматія, або Витяги з творів різних польських авторів. Варшава, Урядова тип. при Урядовій Комісії публічної просвіти, 1866. 8°. 88 с.
  - Сільська хрестоматія, або Витяги з творів різних польських авторів. Вид. 2-ге. Варшава, 1867. 8°. 88 с.
2. Буквар для сільських дітей. СПб., тип. Івана Бочкарьова, 1865. 8°. 120 с.
  - Буквар для сільських дітей. Вид. 2-ге. Варшава, тип. Яна Котті, 1866. 8°. 118 с.
  - Буквар для сільських дітей. Вид. 3-тє. Варшава, тип. Яна Котті, 1869. 8°. 118 с.
3. Граматика польської мови, складена за зразком такої ж граматики, виданої в 1860 році за рішенням Його превосходительства Міністра народної просвіти для шкіл Варшавського навчального округу. Для I класу. СПб., тип. Івана Бочкарьова, 1866. 8°. 104 с.
  - Граматика польської мови, складена за зразком такої ж граматики, виданої в 1860 році за рішенням Його превосходительства Міністра народної просвіти для шкіл Варшавського навчального округу. Для I класу. Вид. 2-ге. СПб., тип. Івана Бочкарьова, 1866. 8°. 108 с.
4. Коротка історія Старого й Нового Завіту. Варшава, Урядова тип. при Урядової Комісії публічної просвіти, 1866. 12°. 124, III с.
  - Коротка історія Старого й Нового Завіту. Вид. 2-ге. Варшава, тип. Яна Котті, 1867. 12°. 123, III с.
5. Початкове навчання арифметиці для початкових шкіл, сільських і міських. Варшава, тип. Яна Котті, 1866. 8°. 67 с.
6. Зразки польської каліграфії. Варшава, 1866. 8° (альбомний формат). 8 с., 20 а.табл.
  - Екземпляри не збереглися.